# The Public Theater
The Public Theater é uma organização de produção artística localizada na cidade de Nova York, fundada em 1954 por Joseph Papp como 'The Shakespeare Workshop', mais tarde 'New York Shakespeare Festival', com a intenção de exibir obras de artistas e dramaturgos iniciantes.
Localizado na 425 Lafayette Street, East Village, Manhattan, o teatro off-Broadway abriu suas portas como The Public Theatre em 1967, com a estréia mundial do musical Hair como seu primeiro espetáculo,  que ali foi exibido por 45 dias. Além deste, o Public também é famoso por ter sido o primeiro teatro de exibição de A Chorus Line, que dali saiu para a Broadway e para o Shubert Theatre, onde ficou por quinze anos consecutivos em cartaz.
Enquanto New York Shakespeare Festival, o Public apresentou durante anos peças e trabalhos de William Shakespeare gratuitamente ao público de Nova York, notadamente no Delacorte Theater, um teatro aberto localizado no Central Park.